# Erzegovina
L'Erzegovina (in serbocroato Hercegovina/Херцеговина) è una regione dell'Europa balcanica, situata all'estremità meridionale della Bosnia ed Erzegovina, del cui nome fa appunto parte.

## Storia

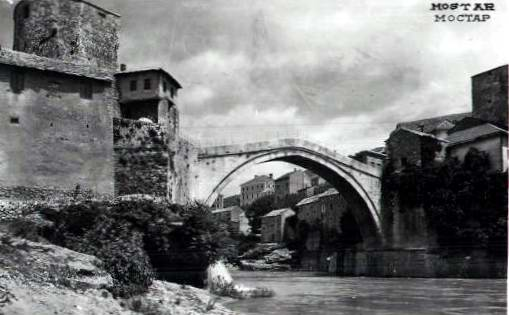
Il ponte di Mostar nel 1930. Distrutto nel 1993, ricostruito e riaperto nel 2004.

All'inizio del Medioevo, il territorio dell'attuale Bosnia ed Erzegovina era diviso in numerosi, piccoli stati più o meno indipendenti. Poi la parte più occidentale dell'Erzegovina divenne parte del regno di Croazia, mentre il resto fu inglobato dall'Impero bizantino. Dopo il 1320, tutte queste terre divennero parte del regno bosniaco. In un documento mandato a Federico III il 20 gennaio 1448, il duca bosniaco Stjepan Vukčić Kosača si autodefinì Herzog (da herizogo: duca d'armata in alto tedesco antico) di San Sava, quindi le terre che controllava divennero (più tardi) l'Erzegovina. La scelta di inserire nel proprio titolo il nome dell'arcivescovo Sava (venerato come santo dalla Chiesa ortodossa serba) è motivata dal fatto che i domini del duca comprendevano il monastero di Mileseva, presso Prijepolje, dove erano conservate le reliquie del santo.
Nel 1482 l'Herzog fu sconfitto dalle truppe dell'impero ottomano. Durante la dominazione ottomana l'Erzegovina era organizzata come una provincia (sanjak) nello stato (pashaluk) della Bosnia. Il nome dello stato si cambiò in Bosnia ed Erzegovina nel 1853, come risultato di una serie di eventi politici. Nel 1878 dopo il congresso di Berlino l'Erzegovina, insieme con la Bosnia, venne occupata e amministrata dall'Impero austro-ungarico pur rimanendo sotto la sovranità nominale ottomana. L'annessione formale all'Austria-Ungheria avvenne nel 1908.
Nel 1995 fu oggetto di contesa fra Croazia e Jugoslavia, e alla fine una forza ONU intervenne a ristabilire la pace nella regione, che ha riportato molti danni, fra cui la distruzione dello Stari Most di Mostar, uno dei monumenti più celebri della Bosnia ed Erzegovina.

## Geografia

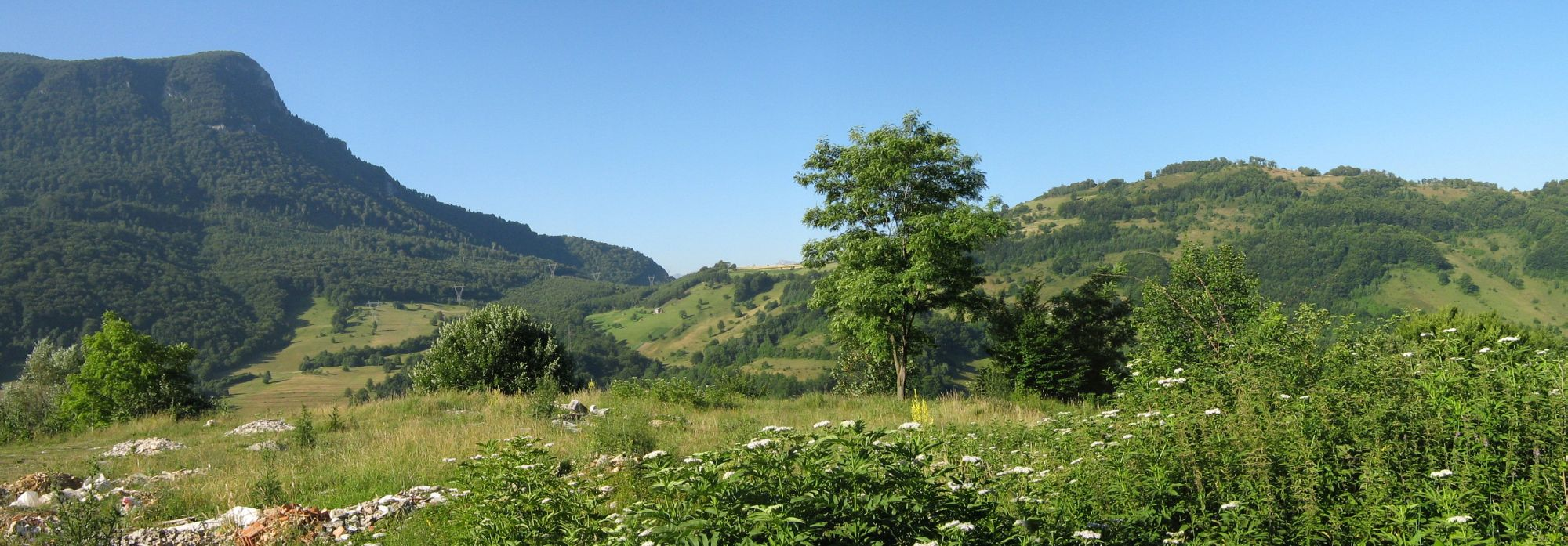
Erzegovina in primavera.

La regione si affaccia, anche se per un brevissimo tratto, sul mare Adriatico. Il terreno è principalmente collinoso, carsico tranne che nella valle centrale del fiume Narenta. I confini fra la Bosnia e l'Erzegovina sono poco chiari e spesso causa di dispute.

## Principali centri urbani
Il principale centro urbano dell'Erzegovina è costituito dalla città di Mostar. Altri grandi agglomerati urbani includono Trebigne, Konjic e Čapljina.

## Società

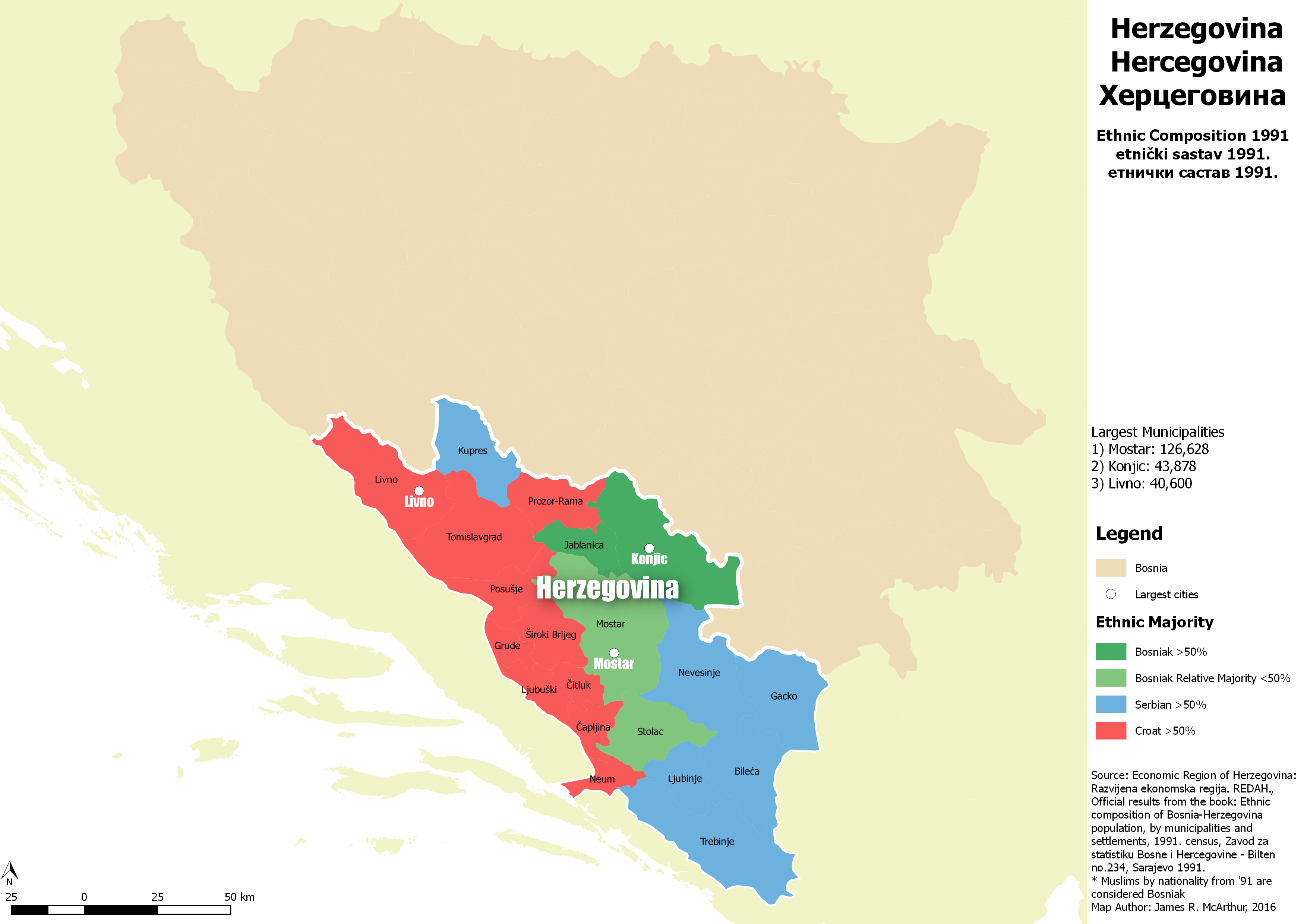
Suddivisione etnica dell'Erzegovina nel 1991

Secondo il censimento del 1991, l'Erzegovina aveva 437 095 abitanti. La composizione etnica della regione era la seguente:
- 206.457 croati (47,2%)
- 112.948 bosgnacchi (25,8%)
- 93.047 serbi (21,3%)
- 18.494 dichiarati come iugoslavi (4,2%)
- 6.149 altri (1,4%)